# جک: داستان یاغی جی‌تی‌ای
جک: داستان یاغی اتومبیل‌دزدی بزرگ (به انگلیسی: Jacked: The Outlaw Story of Grand Theft Auto) کتابی است در سال ۲۰۱۲ توسط دیوید کوشنر که تاریخچه «اتومبیل‌دزدی بزرگ» را توصیف می‌کند. و بنیانگذاران آن سم هوسر و دن هوسر. برخی از جنجال‌هایی را که بازی پشت سر گذاشت، مانند دعوا با جک تامپسون، تلاش‌های مستمر آن برای مقابله با محدودیت‌های اجتماعی، و تلاش برای سرپوش گذاشتن بر قهوه داغ توصیف می‌کند. اتومبیل‌دزدی بزرگ در انتشار «اتومبیل‌دزدی بزرگ: سن آندریاس».
این کتاب مبنایی برای «تغییر دهنده‌های بازی» بود، یک فیلم ۹۰ دقیقه‌ای دربارهٔ پیشرفت و تأثیر فرهنگی «Grand Theft Auto» که توسط بی‌بی‌سی و با بازی دنیل ردکلیف در نقش سم هوسر و بیل پکستون در نقش جک تامپسون. راک استار از بی‌بی‌سی به دلیل ساختن فیلم بدون مشورت آنها شکایت کرد.

## بازخورد
«واشینگتن پست» می‌گوید که «دیوید کوشنر سعی می‌کند تا حدودی به استودیو بپردازد، اما موفقیت او به دلیل گوشه‌نشینی راک‌استار محدود شده‌است». It also notes the «موازی بین این شرکت مخرب و ضدقهرمانان به تصویر کشیده شده در بازی‌های آن».